# مؤشر الجنيه المصري
مؤشر الجنيه المصري عبارة وحدة قياس للجنيه المصري مع سلة من عملات الاحتياطي الدولي، مثل الدولار والجنيه الاسترليني واليورو واليوان، وعملات أخرى مثل الروبل الروسي، بجانب الذهب حيث يعطي هذا المؤشر متوسط قيمة للجنيه المصري أمام عملات دول العالم.

## تأسيس الفكرة
أعلن عنها محافظ البنك المركزي حسن عبدالله أثناء انعقاد جلسة مباحثات في ضوء مناقشة آلية تطوير الاقتصاد في ضوء انعقاد المؤتمر الاقتصادي الرابع الذي نظمته الحكومة المصرية تحت شعار «خارطة طريق لاقتصاد أكثر تنافسية» برئاسة عبد الفتاح السيسي ولم يُعمل بهذا المؤشر حتى الآن لما يتطلبه من اتخاذ بعض الإجراءات الاقتصادية أولا مثل تحرير سعر الصرف والقضاء على السوق السوداء للعملة.

## هدف تأسيس المؤشر
- تغيير الثقافة والفكر" بشأن ارتباط سعر الصرف بالدولار الأميركي.[1]
- أن يكون صورة يومية لمدى ارتفاع أو انخفاض الجنيه المصري عن قيمته العادلة.[3]
- إيجاد سعر صرف واقعي بدلا من الاعتماد على عملة رئيسية مثل الدولار الأمريكي.[4]